# Ramon Amadeu

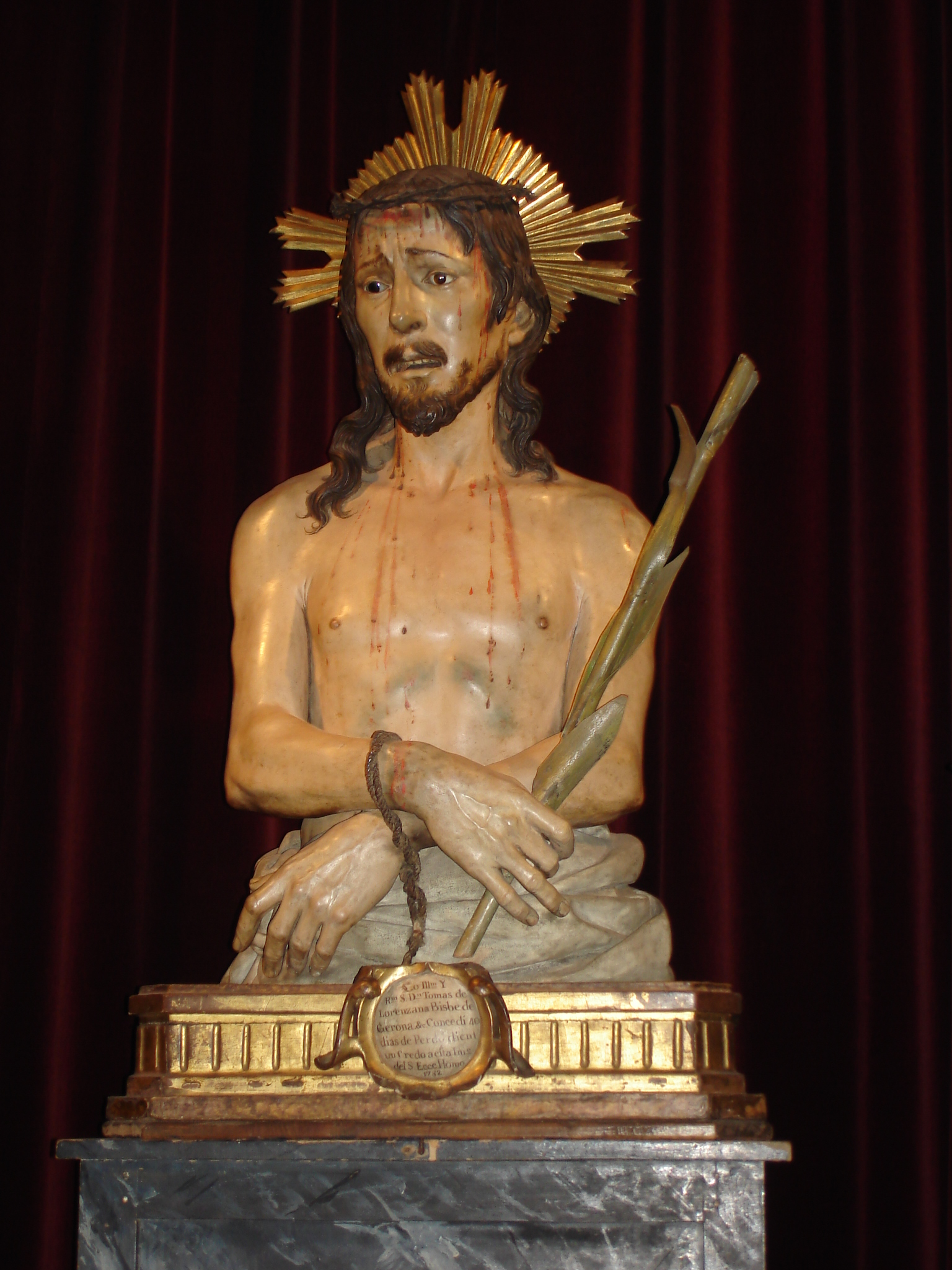
Ramon Amadeu i Grau: Ecce Homo (Kirche Santa Maria del Tura, Olot)

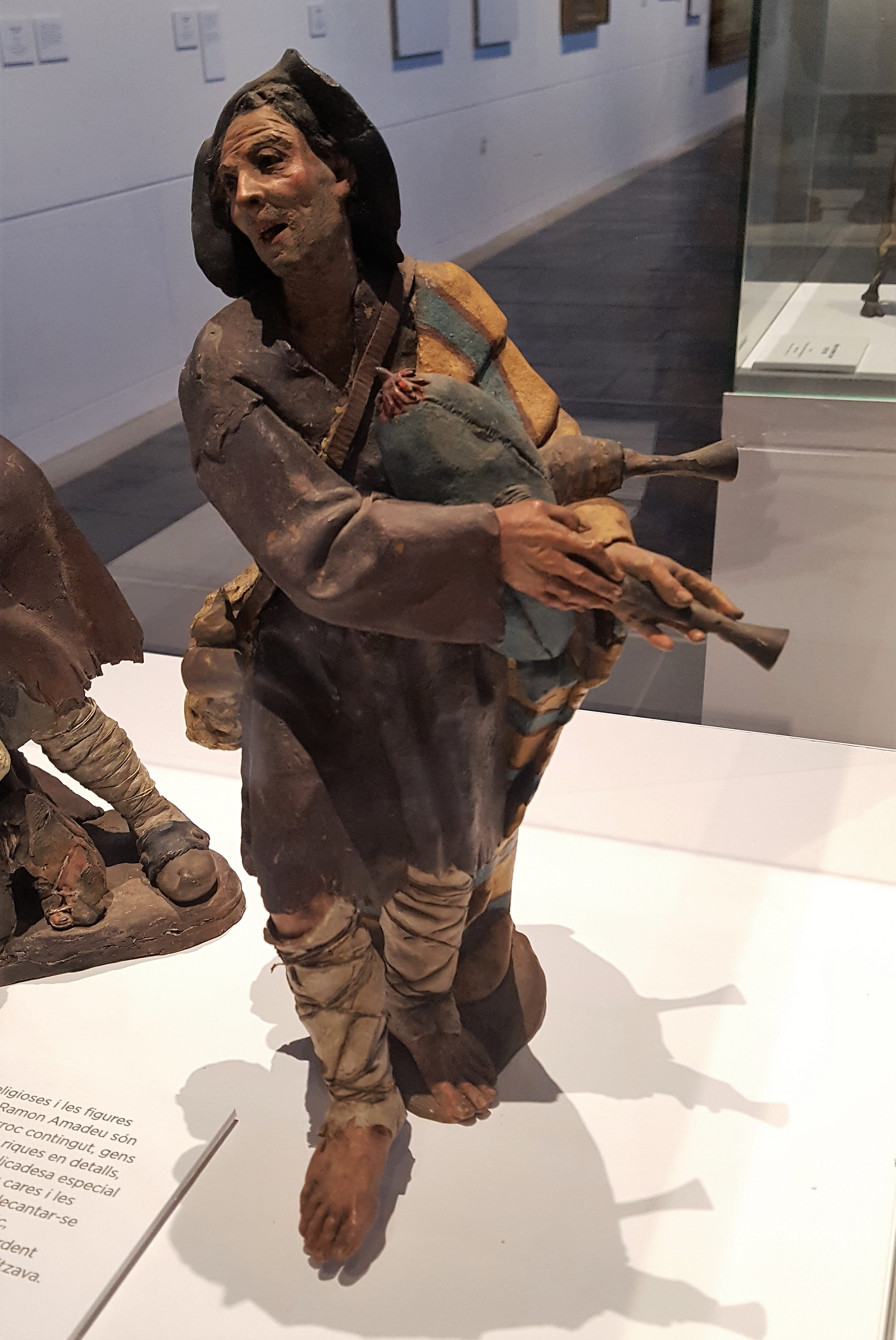
Dudelsackspieler (Zwischen 1809 und 1821, Terracotta, Museu Comarcal de la Garrotxa d'Olot)

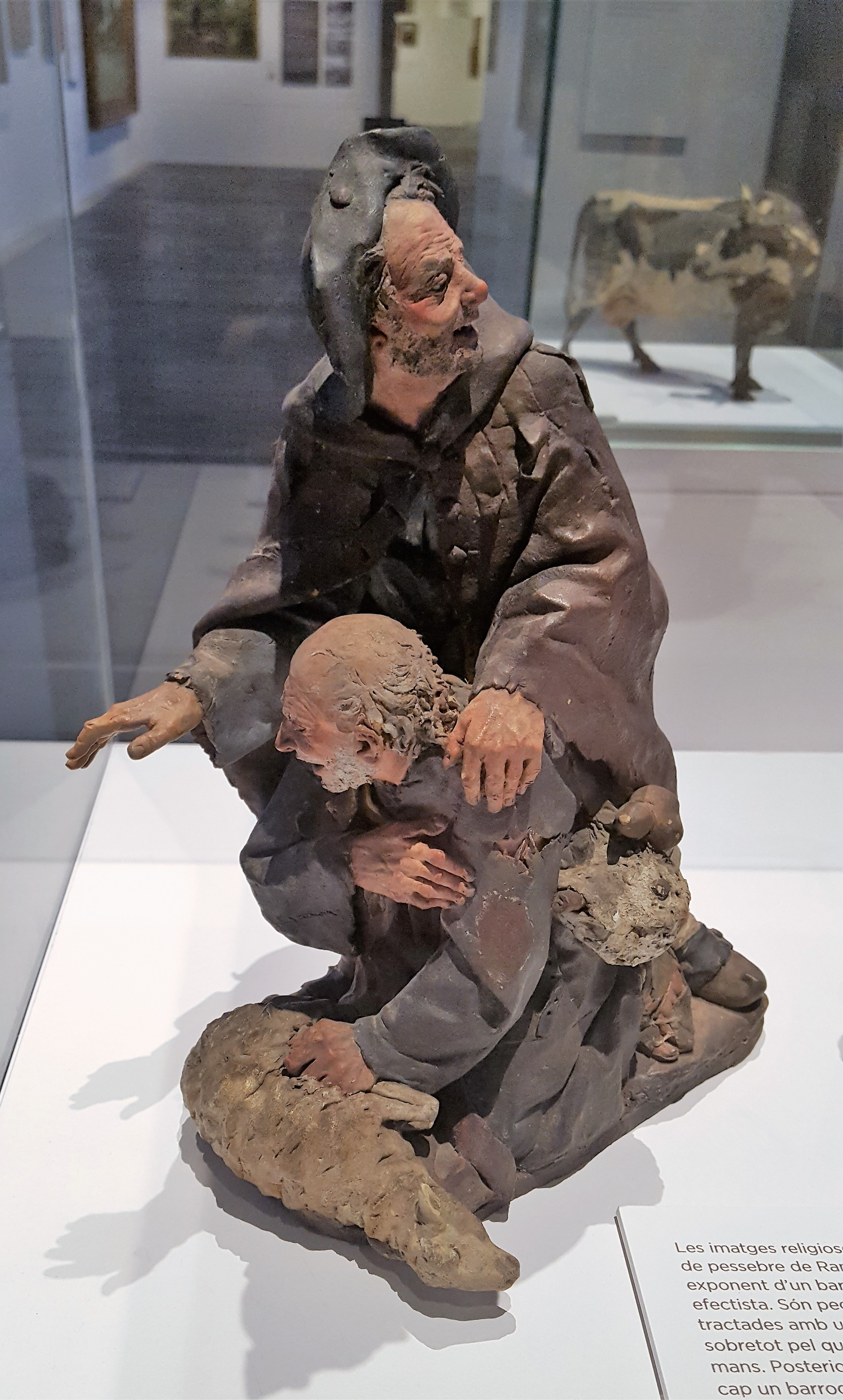
Hirten mit Schaf (Zwischen 1809 und 1821, Terracotta, Museu Comarcal de la Garrotxa d'Olot)

Ramon Amadeu i Grau (* 1745 in Barcelona; † 1821 ebenda) war ein katalanischer Bildhauer.

## Leben
Amadeu war in Barcelona Schüler von Josep Trulls und später in Valls, Provinz Tarragona, von Lluís Bonifaç i Massó. Vor allem letzterer brachte ihn in seiner künstlerischen Entwicklung weit voran. 1770 trat er der Zunft der barceloneser Bildhauer bei. Zwei Jahre später bewarb er sich für die Aufnahme in die Real Academia de Bellas Artes de San Fernando in Madrid. Dies gelang ihm jedoch erst 1778 mit der Präsentation eines Tiefreliefs. Hierdurch befreite er sich von den Eingrenzungen, die er durch das Zunftwesen in Barcelona erfuhr. Gleichzeitig konnte er mit seiner Arbeit Akzente im akademischen Kunstbetrieb setzen. Vor und während des Unabhängigkeitskrieges gegen Napoleon (1807–1812) lebte er in Olot.

## Werk
Amadeus Werk lässt sich thematisch in zwei Hauptgruppen einteilen:
1. Krippenfiguren
2. Figuren für den religiösen Kult

Die meisten von seinen Holzfiguren sind verloren gegangen. Einige sind nur als Foto bekannt. Sein Stil enthält Elemente aus dem Barock mit manchen neoklassizistischen Merkmalen. Kunstgeschichtlich lässt sich sein Werk in drei Kategorien fassen:
1. Rein barocke Werke
2. Barocke Werke mit neoklassizistischen Einflüssen
3. Rein akademische Werke

Die Krippenkunst (katalanisch: el pessebrisme) existierte schon lange vor Amadeu in Katalonien. Als König Karl III (* 1716; † 1788) aus Neapel in Katalonien ankam, bekam diese Tradition einen gewaltigen Auftrieb, denn in Neapel war sie weit tiefer verwurzelt. Amadeu wird als der führende Vertreter dieser katalanischen Krippenkunst betrachtet. Die aus polychromiertem Ton gefertigten Krippenfiguren waren für Amadeu gute Experimentiermöglichkeiten, da sie technisch einfach und schnell herzustellen waren. Hier erwarb sich Amadeu seine große gestalterische Kompetenz. Sein Werk lässt sich besonders gut durch folgende drei Qualitäten charakterisieren: 1.) Eine große Liebe zum Natürlichen, 2.) Eine äußerst feine Detailarbeit mit anekdotenhaften und pittoresken Zügen, 3.) Eine Liebe zu kleinen Figuren. Beispiele solcher aus polychromiertem Ton gefertigten Krippenfiguren wie der Dudelsackpfeifer oder Hirten mit Schaf präsentiert das Museum Comarcal de la Garrotxa in Olot.

## Bekannte Werke
1. Das Mysterium der Santa Espina (el Misteri de la Santa Espina, Segelzunft Barcelona)
2. Der Heilige Ignatius (el Sant Ignasi, Kathedrale Barcelona)
3. Toter Christus (un Crist diffunt, Figueras)
4. Die Heilige Anna mit der Jungfrau (un Santa Anna amb la Verge, Kunstmesuem Barcelona)
5. Ecce Homo (Ecce Homo, Kirche Maria del Tura, Olot)
6. Viele Krippenfiguren im Historischen Stadtmuseum Barcelona, in anderen Museen der Stadt, im Garrotxa-Museum, Olot und in mehreren privaten Sammlungen.